# Hrvatski nogometni kup 2017-2018
La Hrvatski nogometni kup 2017./18. (coppa croata di calcio 2017-18) fu la ventisettesima edizione della coppa nazionale croata, fu organizzata dalla Federazione calcistica della Croazia e fu disputata dall'agosto 2017 al maggio 2018.
Il detentore era il Rijeka, che in questa edizione fu eliminato in semifinale.
Il trofeo fu vinto dalla Dinamo Zagabria, al suo quindicesimo titolo nella competizione, la sua ventiduesima coppa nazionale contando anche le sette della Coppa di Jugoslavia.
Dato che la Dinamo vinse anche il campionato, il posto in UEFA Europa League 2018-2019 andò alla quarta classificata, l'Osijek.

## Formula e partecipanti
Alla competizione partecipano le migliori squadre delle divisioni superiori, con la formula dell'eliminazione diretta. Per la prima volta nella storia della competizione, tutti i turni sono disputati in gara unica.
Al turno preliminare accedono le squadre provenienti dalle  Županijski kupovi (le coppe regionali): le 21 vincitrici più le finaliste delle 11 coppe col maggior numero di partecipanti.
Le prime 16 squadre del ranking quinquennale di coppa (63 punti alla vincitrice della coppa, 31 alla finalista, 15 alle semifinaliste, 7 a quelle che hanno raggiunto i quarti, 3 a quelle eliminate agli ottavi, 1 se eliminate ai sedicesimi) sono ammesse di diritto ai sedicesimi di finale.

### Ammesse di diritto ai sedicesimi di finale
Le prime 16 squadre (coi punti) del ranking 2011-2016 entrano di diritto nei sedicesimi della Coppa 2017-18 :
- 1 Dinamo Zagabria (223 punti)
- 2 Hajduk Spalato (107)
- 3 Rijeka (101)
- 4 Slaven Belupo (67)
- 5 Osijek (55)
- 6 Lokomotiva Zagabria (45)
- 7 Cibalia (39)
- 8 RNK Spalato (37)
- 9 Istria 1961 (35)
- 10 NK Zagabria (29)
- 11 Zara (25)
- 12 Inter Zaprešić (19)
- 13 Vinogradar (18)
- 14 GOŠK Dubrovnik 1919 (10)
- 15 Sebenico (9)
- 16 Zelina (9)

### Le finali regionali
Le Županijski kupovi (le coppe regionali) 2016-2017 hanno qualificato le 32 squadre (segnate in giallo) che partecipano al turno preliminare della Coppa di Croazia 2017-18. Si qualificano le 21 vincitrici più le finaliste delle 11 coppe col più alto numero di partecipanti.
| Zona                                    | Regione                       | Vincitore          | Finalista        | Risultato     |
| OVEST                                   |                               |                    |                  |               |
| --------------------------------------- | ----------------------------- | ------------------ | ---------------- | ------------- |
| OVEST                                   | Regione istriana              | Novigrad           | Mladost Fažana   | 4–0           |
| OVEST                                   | Regione litoraneo-montana     | Crikvenica         | Halubjan Viškovo | 2–1           |
| OVEST                                   | Regione della Lika e di Segna | Nehaj Senj         | Otočac           | 0–0 (4-1 dtr) |
| CENTRO                                  |                               |                    |                  |               |
| Città di Zagabria                       | Rudeš                         | Sesvete            | 2–0              |               |
| Regione di Zagabria                     | HNK Gorica                    | Vrbovec            | 2–1              |               |
| Regione di Krapina e dello Zagorje      | Straža Hum na Sutli           | Gaj Mače           | 2–1              |               |
| Regione di Karlovac                     | Karlovac                      | Duga Resa          | 5–3              |               |
| Regione di Sisak e della Moslavina      | Lekenik                       | Moslavina          | 0–0 (5-4 dtr)    |               |
| NORD                                    |                               |                    |                  |               |
| Regione di Virovitica e della Podravina | Virovitica                    | Slatina            | 2–0 e 3–1        |               |
| Regione di Koprivnica e Križevci        | Borac Imbriovec               | Križevci           | 1–0              |               |
| Regione del Međimurje                   | Međimurje                     | Nedelišće          | 3–0 e 3–0        |               |
| Regione di Varaždin                     | Varaždin                      | Nedeljanec         | 2–0 e 3–0        |               |
| Regione di Bjelovar e della Bilogora    | Garić Garešnica               | Bjelovar           | 1–1 (6-5 dtr)    |               |
| EST                                     |                               |                    |                  |               |
| Regione di Osijek e della Baranja       | Đakovo/Croatia                | FEŠK Feričanci     | 2–0              |               |
| Regione di Vukovar e della Sirmia       | Bedem Ivankovo                | Fruškogorac Ilok   | 4–1              |               |
| Regione di Požega e della Slavonia      | Slavonija Požega              | Slavija Pleternica | 2–0              |               |
| Regione di Brod e della Posavina        | Oriolik Oriovac               | Batrina            | 1–0              |               |
| SUD                                     |                               |                    |                  |               |
| Regione zaratina                        | Dragovoljac Poličnik          | Škabrnja           | 1–1 (4-3 dtr)    |               |
| Regione di Sebenico e Tenin             | Zagora Unešić                 | DOŠK Drniš         | 4–1              |               |
| Regione spalatino-dalmata               | Croatia Zmijavci              | Dugopolje          | 1–0              |               |
| Regione raguseo-narentana               | BŠK Zmaj Blato                | Gusar Komin        | 3–2              |               |

### Riepilogo
| 1ª Divisione 1.HNL | 2ª Divisione 2.HNL                                                                         | 3ª Divisione 3.HNL | 4ª Divisione 4.HNL o MŽNL | 5ª Divisione 1.ŽNL (1º livello regionale)                                                                     |
| --- | ------------------------------------------------------------------------------------------ | --- | --- | --- |
| Ai sedicesimi: Cibalia Dinamo Zagabria Hajduk Spalato Inter Zaprešić Istria 1961 Lokomotiva Zagabria Osijek Rijeka RNK Spalato Slaven Belupo Dal turno preliminare: nessuna | Ai sedicesimi: Sebenico NK Zagabria Dal turno preliminare: HNK Gorica Novigrad Rudeš Solin | Ai sedicesimi: GOŠK Dubrovnik 1919 Vinogradar Zara Zelina Dal turno preliminare: Bjelovar BSK Bijelo Brdo Đakovo/Croatia Koprivnica Krk Kustošija Marsonia 1909 Međimurje Neretvanac Opuzen Oriolik Oriovac Primorac Biograd Samobor Slavija Pleternica Varaždin Vukovar Zagorec | Ai sedicesimi: nessuna Dal turno preliminare: Jalžabet Karlovac Libertas Novska Međimurec D/P Otočac Pitomača Podravac Virje | Ai sedicesimi: nessuna Dal turno preliminare: Lekenik Slavonija Soljani Suhopolje Veli Vrh Pola Zagora Unešić |
| non ammesse: |                                                                                            | | | |
| nessuna | Dinamo Zagabria II Dugopolje Hrvatski Dragovoljac Imotski Lučko Sesvete                    | le altre 30 squadre | tutte le altre squadre | tutte le altre squadre                                                                                        |

### Calendario
| Turno                | Data              | Numero gare | Squadre | Entrano in questo turno                                                |
| -------------------- | ----------------- | ----------- | ------- | ---------------------------------------------------------------------- |
| Turno preliminare    | 23 agosto 2017    | 16          | 48 → 32 | Vincitrici delle 21 coppe regionali 11 finaliste delle coppe regionali |
| Sedicesimi di finale | 20 settembre 2017 | 16          | 32 → 16 | Le migliori 16 del ranking                                             |
| Ottavi di finale     | 25 ottobre 2017   | 8           | 16 → 8  | Nessuna                                                                |
| Quarti di finale     | 29 novembre 2017  | 4           | 8 → 4   | Nessuna                                                                |
| Semifinali           | 28 febbraio 2018  | 4           | 4 → 2   | Nessuna                                                                |
| Finale               | 23 maggio 2018    | 1           | 2 → 1   | Nessuna                                                                |

## Turno preliminare
Il sorteggio del turno preliminare si è tenuto il 20 luglio 2017.
| Squadra 1           | Risultato              | Squadra 2            |
| ------------------- | ---------------------- | -------------------- |
| 19 agosto 2017      |                        |                      |
| Zagora Unešić       | 4 – 2                  | Nedeljanec           |
| Virovitica          | 3 – 3 (dts) (9-10 dtr) | Vrbovec              |
| Lekenik             | 0 – 6                  | Oriolik Oriovac      |
| Croatia Zmijavci    | 7 – 1                  | FEŠK Feričanci       |
| 22 agosto 2017      |                        |                      |
| Garić Garešnica     | 0 – 5                  | Sesvete              |
| HNK Gorica          | 8 – 0                  | Moslavina            |
| Novigrad            | 3 – 0                  | BŠK Zmaj Blato       |
| 23 agosto 2017      |                        |                      |
| Fruškogorac Ilok    | 0 – 10                 | Varaždin             |
| Križevci            | 2 – 4 (dts)            | Đakovo/Croatia       |
| Straža Hum na Sutli | 1 – 3 (dts)            | Nedelišće            |
| Bedem Ivankovo      | 4 – 1 (dts)            | Međimurje            |
| Rudeš               | 2 – 0                  | Dragovoljac Poličnik |
| Nehaj Senj          | 3 – 2 (dts)            | Batrina              |
| Borac Imbriovec     | 4 – 3 (dts)            | Karlovac             |
| Crikvenica          | 2 – 3 (dts)            | Bjelovar             |
| Slavonija Požega    | 2 – 1                  | Mladost Fažana       |

## Sedicesimi di finale
Gli accoppiamenti vengono eseguiti automaticamente attraverso il ranking del momento (32ª–1ª, 31ª–2ª, 30ª–3ª, etc) e sono stati resi noti il 23 agosto 2017. La graduatoria è la seguente: 1-Dinamo, 2-Rijeka, 3-Hajduk, 4-Slaven Belupo, 5-Lokomotiva, 6-RNK Split, 7-Osijek, 8-Istra 1961, 9-Cibalia, 10-Zadar, 11-Inter Zaprešić, 12-Zagreb, 13-Vinogradar, 14-Šibenik, 15-GOŠK Dubrovnik, 16-Zelina, 17-Novigrad, 18-Gorica, 19-Zagora Unešić, 20-Rudeš, 21-Bjelovar, 22-Nedelišće, 23-Slavonija Požega, 24-Varaždin, 25-Đakovo Croatia, 26-Nehaj, 27-Sesvete, 28-Bedem Ivankovo, 29-Croatia Zmijavci, 30-Oriolik, 31-Vrbovec e 32-Borac Imbriovec.

| Squadra 1         | Risultato             | Squadra 2           |
| ----------------- | --------------------- | ------------------- |
| 19 settembre 2017 |                       |                     |
| Slavonija Požega  | 1 – 2                 | Zara                |
| 20 settembre 2017 |                       |                     |
| Borac Imbriovec   | 0 – 6                 | Dinamo Zagabria     |
| Vrbovec           | 1 – 3                 | Rijeka              |
| Oriolik Oriovac   | 0 – 3                 | Hajduk Spalato      |
| Bedem Ivankovo    | 0 – 3                 | Lokomotiva Zagabria |
| Croatia Zmijavci  | 0 – 1                 | Slaven Belupo       |
| Sesvete           | 3 – 0                 | RNK Spalato         |
| Nehaj Senj        | 0 – 6                 | Osijek              |
| Đakovo/Croatia    | 0 – 4                 | Istria 1961         |
| Nedelišće         | 0 – 6                 | Inter Zaprešić      |
| Bjelovar          | 2 – 3                 | NK Zagabria         |
| Zagora Unešić     | 0 – 3                 | Sebenico            |
| Novigrad          | 5 – 1                 | Zelina              |
| 4 ottobre 2017    |                       |                     |
| Rudeš             | 2 – 2 (dts) (6-4 dtr) | Vinogradar          |
| HNK Gorica        | 3 – 0                 | GOŠK Dubrovnik      |
| 18 ottobre 2017   |                       |                     |
| Varaždin          | 1 – 2                 | Cibalia             |

## Ottavi di finale
Gli accoppiamenti vengono eseguiti automaticamente attraverso il ranking del momento (16ª–1ª, 15ª–2ª, 14ª–3ª, etc) e vengono comunicati il 22 settembre 2017.
| Squadra 1        | Risultato             | Squadra 2           |
| ---------------- | --------------------- | ------------------- |
| 24 ottobre 2017  |                       |                     |
| Rudeš            | 2 – 0 (dts)           | Slaven Belupo       |
| 25 ottobre 2017  |                       |                     |
| NK Zagabria      | 0 – 1                 | Lokomotiva Zagabria |
| Zara             | 0 – 4                 | Osijek              |
| Inter Zaprešić   | 2 – 1 (dts)           | Sesvete             |
| Sebenico         | 0 – 1                 | Hajduk Spalato      |
| 31 ottobre 2017  |                       |                     |
| Novigrad         | 0 – 0 (dts) (2-3 dtr) | Dinamo Zagabria     |
| 7 novembre 2017  |                       |                     |
| Cibalia          | 2 – 3                 | Istria 1961         |
| 14 novembre 2017 |                       |                     |
| HNK Gorica       | 0 – 3                 | Rijeka              |

## Quarti di finale
Gli abbinamenti sono stati eseguiti tramite sorteggio l'8 novembre 2017.

La gara fra Inter Zaprešić e Rijeka è stata disputata, su accordo fra le due società, allo Stadio Rujevica di Fiume, poiché le previsioni meteorologiche erano pessime ed il campo di Zaprešić non era in grado di smaltire l'acqua in eccesso.
| Squadra 1        | Risultato | Squadra 2           |
| ---------------- | --------- | ------------------- |
| 29 novembre 2017 |           |                     |
| Dinamo Zagabria  | 4 – 2     | Istria 1961         |
| Osijek           | 1 – 3     | Hajduk Spalato      |
| 30 novembre 2017 |           |                     |
| Rudeš            | 1 – 2     | Lokomotiva Zagabria |
| 13 dicembre 2017 |           |                     |
| Inter Zaprešić   | 1 – 2     | Rijeka              |

## Semifinali
Gli abbinamenti sono stati eseguiti tramite sorteggio il 15 dicembre 2017.

| Squadra 1           | Risultato             | Squadra 2      |
| ------------------- | --------------------- | -------------- |
| 13 marzo 2018       |                       |                |
| Lokomotiva Zagabria | 1 – 1 (dts) (2-4 dtr) | Hajduk Spalato |
| 4 aprile 2018       |                       |                |
| Dinamo Zagabria     | 3 – 0                 | Rijeka         |

## Finale
Il 28 luglio 2017, la HNS comunica che la sede della finale sarà Vinkovci.
| Arbitro: | Zebec (Cestica) |

|                |           |  |
| Gavranović 55’ | Marcatori |  |

| Dinamo | Hajduk |

|                 |    |                   |  |     |
|                 |    |                   |  |     |
| P               | 1  | Danijel Zagorac   |  |     |
| A               | 2  | Hillal Soudani    |  | 90’ |
| C               | 5  | Arijan Ademi      |  |     |
| D               | 6  | Jan Lecjaks       |  |     |
| C               | 7  | Dani Olmo         |  | 82’ |
| C               | 8  | Izet Hajrović     |  | 69’ |
| A               | 11 | Mario Gavranović  |  |     |
| D               | 13 | Amir Rrahmani     |  |     |
| C               | 14 | Amer Gojak        |  |     |
| D               | 30 | Petar Stojanović  |  |     |
| D               | 55 | Dino Perić        |  |     |
| A disposizione: |    |                   |  |     |
| P               | 40 | Dominik Livaković |  |     |
| A               | 9  | Mario Budimir     |  |     |
| C               | 10 | Ante Ćorić        |  |     |
| A               | 15 | Armin Hodžić      |  | 82’ |
| C               | 19 | Ivan Fiolić       |  | 69’ |
| D               | 21 | Gabriel           |  |     |
| D               | 26 | Filip Benković    |  | 90’ |
| Allenatore:     |    |                   |  |     |
| Nenad Bjelica   |    |                   |  |     |

|                 |    |                   |  |     |
|                 |    |                   |  |     |
| P               | 1  | Dante Stipica     |  |     |
| C               | 5  | Hamza Barry       |  | 76’ |
| C               | 7  | Ádám Gyurcsó      |  |     |
| C               | 14 | Josip Radošević   |  |     |
| C               | 20 | Mijo Caktaš       |  |     |
| A               | 22 | Said Ahmed Said   |  | 70’ |
| D               | 23 | Zoran Nižić       |  |     |
| D               | 24 | Mario Tičinović   |  | 59’ |
| D               | 31 | André Fomitschow  |  |     |
| D               | 32 | Fran Tudor        |  |     |
| C               | 90 | Savvas Gentsoglou |  |     |
| A disposizione: |    |                   |  |     |
| P               | 71 | Davor Matijaš     |  |     |
| A               | 9  | Márkó Futács      |  | 70’ |
| A               | 10 | Hugo Almeida      |  | 76’ |
| A               | 15 | Michele Šego      |  | 59’ |
| C               | 26 | Toma Bašić        |  |     |
| D               | 27 | Hysen Memolla     |  |     |
| D               | 34 | Ardian Ismajli    |  |     |
| Allenatore:     |    |                   |  |     |
| Željko Kopić    |    |                   |  |     |

## Marcatori
| Pos. | Giocatore        | Squadra    | Reti |
| ---- | ---------------- | ---------- | ---- |
| 1    | Mirko Marić      | Osijek     | 4    |
| 2    | Mario Gavranović | Dinamo     | 3    |
| 2    | Ángelo Henríquez | Dinamo     | 3    |
| 2    | Josip Kozić      | Bjelovar   | 3    |
| 2    | Lovro Majer      | Lokomotiva | 3    |
| 2    | Luka Nakić       | HNK Gorica | 3    |
| 2    | Antonio Samac    | Novigrad   | 3    |
| 2    | Antonio Štimac   | Sesvete    | 3    |